# 钟乃雄
钟乃雄（1963年11月—），生于中华人民共和国广东省化州市，商人，佛山能兴集团创始人暨董事长，暨南大学校友。
钟乃雄平日行事低调，甚少在公开场合露面，但热衷发展体育文化事业。他所创办及担任董事长的能兴集团自2010年起能兴便开始经营自己的CBA球队「广州龙狮」，自2016年起冠名赞助香港「东方体育会」及其旗下「东方足球队」、「东方篮球队」，并自2018年起涉足电竞业，取得「守望先锋联赛」广州席位及其特许经营权。

## 生平

### 早期经历
钟乃雄1963年生于广东省化州市。从暨南大学毕业后，曾在中国人民保险公司茂名分公司任科员、科长、中国平安保险公司任高级业务主管。

### 创业阶段
1993年，钟乃雄在广东省佛山市创办广东能兴房地产开发有限公司，这是他事业以及能兴集团的起点。1998年，钟乃雄正式创办能兴控股集团有限公司，同年还成立了佛山市南海能兴物业管理有限公司，将事业从地产开发拓展到了物业管理领域。

### 涉足体育
钟乃雄对体育，尤其是篮球情有独钟。在连续两次收购篮球俱乐部未果后，2010年，他成功收购了陕西锂源动力体育俱乐部，并以此为基础组建佛山龙狮篮球俱乐部，开始涉足体育文化业。
2016年，在香港「东方体育会」面临财政危机时，钟乃雄充当白武士为其注资逾3000万港元。这是他继收购陕西男篮后在体育文化领域的又一次巨大投资，让能兴取得了「东方体育会」及其旗下「东方足球队」、「东方篮球队」的冠名权。
2018年，钟乃雄开始涉足电竞业，能兴与暴雪娱乐签约并获得「守望先锋联赛」广州席位及其特许经营权。此举被中国大陸电竞界视为行业走向职业化、商业化正轨的一个里程碑事件。

## 社会活动
钟乃雄平日行事低调，甚少在公开场合露面。2009年6月27日，曾到访母校暨南大学并捐赠100万元人民币，用于资助学校毕业典礼创新及制作权杖等项目。

## 财富
- 2016年10月13日，以105亿元人民币初登《胡润中国富豪榜》，排名299。[14]
- 2017年3月7日，以15亿美元初登《胡润全球富豪榜》，排名1479。[15][16]
- 2017年10月12日，以87亿元人民币再登《胡润中国富豪榜》，排名451。[17]
- 2018年，以15亿元美元再登《胡润全球富豪榜》，排名1954。[18]